# 칼라스 포에버
《칼라스 포에버》(Callas Forever)는 루마니아에서 제작된 프랑코 제페렐리 감독의 2002년 드라마 영화이다. 화니 아르당 등이 주연으로 출연하였고 리카르도 토지 등이 제작에 참여하였다. 2019년 사망 전까지 감독의 마지막 영화 작품이다.

## 출연

### 주연
- 화니 아르당
- 제레미 아이언스

### 조연
- 조안 플로라이트
- 제이 로댄
- 가브리엘 가코
- 마누엘 드 블라스
- 저스티노 디아즈
- 진 달릭
- 스티븐 블링튼
- 안나 렐리오

## 기타
- 원작자: 프란코 제피렐리
- Line PD: 리카도 가르시아 아르로조
- Line PD: 파리드 샤오체
- 공동제작: 안드레이 본시
- 공동제작: 파비오 콘버시
- 공동제작: 올리비에 그랑니어
- 공동제작: 클리브 파슨스
- 공동제작: 프란시스코 라모스
- 협력프로듀서: 피포 피쉬오토
- 미술: 브루노 세사리
- 미술: 카를로 센토라비그나
- 의상: 알베르토 스피아지
- 의상: 알레산드로 레이
- 의상: 안나 아니
- 배역: 일렌느 스타거
- 배역: 엠마 스타일